# Johan Gabriel Linsén
Johan Gabriel Linsén (27. prosince 1791, Helsinky, švédské Finsko – 16. listopadu 1848, tamtéž, Finské velkoknížectví) byl finský spisovatel, básník a profesor na Imperial Alexander University. Patřil mezi nejvýznamnější představitele tzv. turkuské romantiky, kteří otevřeli otázku hledání národní finské identity spojenou se zaměřením na vývoj finštiny jako národního jazyka, který pomůže národu k samostatnosti.

## Život
Linsén se narodil do rodiny poručíka švédského námořnictva Jakoba Johana Linséna, který byl zabit ve válce proti Rusku v roce 1790.  Druhý manžel Linsénovy matky, vikář v Tyrvää Johan Magnus Limón, jej vyučoval doma, dokud v sedmnácti letech nezačal studovat na Královské akademii v Turku. Jeho učitelem a velkým vzorem byl Frans Michael Franzén, preromantický básník a profesor historie a literárních dějin. Po získání titulu bakaláře působil od roku 1812 v Turku jako docent římské literatury. Následujícího roku se stal pomocným učitelem římské literatury a latiny a po přestěhování akademie do Helsinek v důsledku ničivého požáru jako Imperial Alexander University v roce 1828 profesorem.
Byl dvakrát ženat. Linsénovou první manželkou byla od roku 1814 Amalia Karolina Forssellová (1793–1827) a druhou od roku 1829 Wilhelmina Petronella Hoeckertová (1801–1870). V prvním manželství se mu narodili čtyři děti a v druhém sedm. Dcera Johanna Matilda Linsénová narozená z druhého manželství byla první finskou učitelkou nevidomých, syn Gabriel Linsén byl skladatel a Wilhelm Linsén architekt.
Jeho často podrážděnou povahu částečně vysvětluje jeho špatný zdravotní stav a častá neštěstí, která jej postihla. Při požáru v Turku přišel o veškerý svůj majetek a v témže roce zemřela jeho první žena a všechny čtyři děti (dva synové utonutím). Požár zničil roku 1843 i jeho dům v Helsinkách. Když ho podlomilo zdraví, jako starší muž zahořkl.

## Dílo
Linsén byl klíčovým zakladatelem, redaktorem a studentským vůdcem literárních sdružení v Turku, a to především po roce 1809, kdy se Finsko stalo součástí Ruského impéria jako Finské velkoknížectví. Ačkoliv byla jeho znalost finštiny slabá, prohlásil se za zastánce lidové řeči. Roku 1815 založil s mladými vysokoškolskými učiteli v duchu romantismu a národních idejí literárně-filozofickou společnost Selma přejmenovanou roku 1817 na Aura. Myšlenkově společnost navazovala na Henrikem Gabrielem Porthanem založenou společnost Aurora z roku 1770. V letech 1817 a 1818 vydala společnost dvě čísla kalendáře Aura, jehož texty byly sice napsány švédsky, ale autoři se v článcích vyjadřovali k finskému jazyku, literatuře a vzdělanosti. Kromě toho zde Linsén uveřejňoval své básně. V letech 1819 až 1823 vydávala společnost rovněž Linsénem založený literární a naučný časopis Mnemosyne, který Linsén redigoval až do roku 1823.
Linsén zdůrazňoval důležitost finského jazyka, protože podle něj byl právě jazyk tím, co nejvíce stmelovalo národ. Podporoval také sběr lidové poezie. Finštinu však považoval za zatím nerozvinutý jazyk, který ve vzdělaných i literárních kruzích zastínila švédština. Byl loajální k vedení univerzity i ke státní moci a radikální aktivity mu byly cizí. Proto také na rozdíl od radikálního Adolfa Ivara Arwidssona prosazoval konzervativní ideje a postupy. Podporoval lidovou kulturu inspirovanou Kalevalou a byl rovněž známý jako skvělý řečník. Roku 1831 byl jedním ze zakladatelů Společnosti finské literatury (Suomalaisen Kirjallisuuden Seura) a v letech 1833 až 1841 byl jejím předsedou.